# Ökörhajcsár csillagkép

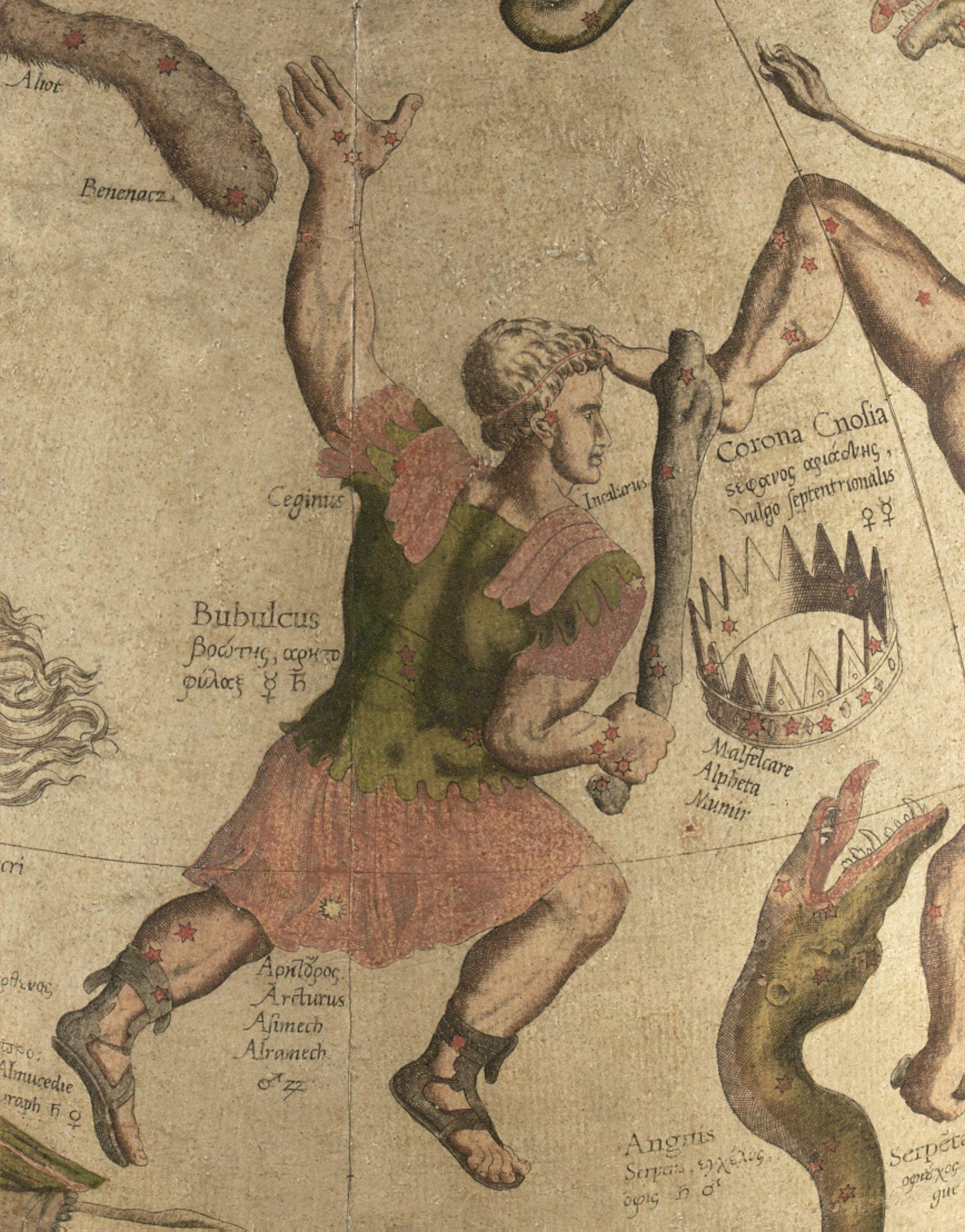
Az Ökörhajcsár és a Corona Borealis rajza a Mercatorban

Az Ökörhajcsár (latin: Bootes) egy csillagkép.

## Története, mitológia
Több legenda is fűződik hozzá. Az egyik szerint az Ökörhajcsár találta fel a szántást. A másik szerint medvetáncoltató volt, aki a Nagy Medvét táncoltatja. A harmadik monda szerint két vadászebbel űzi a medvét, ezek is csillagkép-alakban megtalálhatók. A negyedik legenda szerint az athéni Ikariosszal, Érigoné atyjával azonosítja a csillagképet. Dionüszosz (a római mitológiában Bacchus) megtanította Ikariosznak a borkészítés titkát. Ő azután bort adott a parasztoknak, akik lerészegedtek a veszedelmes nedűtől. Mivel azt hitték, mérgezés áldozatai, lemészárolták, majd eltemették Ikarioszt. Érigonét atyja kutyája, Maira vezette el Ikariosz sírjához. Amikor megtalálta sírt, bánatában felakasztotta magát. Zeusz (némelyek szerint maga Dionüszosz) Szűzként az égre helyezte a leányt. Ikariosz lett az Ökörhajcsár csillagkép, Maira pedig vagy a Procyon a Kis Kutyában vagy a szomszédos Vadászebek egyik ebe.
A csillagkép régebbi neve Arcturus volt, azaz a Medve Őre. Ma ezt a névet már csak a legfényesebb csillaga viseli. Az újkorban felvettek egy bizonytalan, Falikvadráns (Quadrans Muralis) nevű alakzatot is a csillagképek közé, mely az Ökörhajcsár jó néhány csillagát is tartalmazta. Az alakzat később kikerült a csillagképek hivatalos listájáról, a neve a Quadrantidák-meteorraj nevében él tovább.

## Látnivalók

### Csillagok
- α Bootis, arab eredetű néven Arcturus (Medveőrző, Medvetartó). Színképosztálya K2III, a Földtől 37 fényév távolságra van. Látszólagos fényessége -0,05m, az abszolút fényessége -0,31M. Vörös óriás, az égbolt negyedik legfényesebb csillaga, tömege nagyjából megegyezik a Napéval, átmérője 27-szerese a napátmérőnek. Ez a vörös óriás olyan képet mutat, mint a Napunk 5 milliárd év múlva. Az Arcturus volt az ókor egyik legalaposabban megfigyelt csillaga; már Hésziodosz görög költő is megemlítette a Kr.e. 8. században. Neve azt jelenti "medveőrző"; ez arra utal, hogy az Ökörhajcsár szakadatlanul üldözi a Nagy Medvét és a Kis Medvét az északi égi pólus körül. A csillagot az ókorban a viharok előhírnökének tartották, az asztrológia későbbi fejlődése során a jólét és a megbecsülés csillagává vált.
- β Bootis, Nekkar: 3,6m-s, G5 színképtípusú sárga színű óriás, a távolsága 136 fényév.
- γ Bootis, Ceginus vagy Seginus:[2] 3m-s, fehér színű. Ezt a csillagot Haris néven is ismerik. Néha Seginusként emlegették az egész csillagképet, az elnevezés eredete azonban nem világos.
- ε Bootis, Mirak vagy Izar:[2] 2,7m-s narancssárga színű. Nevének jelentése "ágyékkötő" vagy "öv". Ez a sokat tanulmányozott csillag kettőscsillag; kék színű 5m-s kísérője van. A kettős kontrasztja (közepes erősségű távcsővel felbontva) igen látványos, ezért is nevezték el Pulcherrimá-nak, százszorszépnek.
- η Bootis, Muphrid: 2,7m-s sárgásfehér színű. Neve az arab Al Mufrid al Ramih kifejezésből ered, melynek jelentése: "a lándzsahordozó magányos csillaga". Az Ökörhajcsárt gyakran ábrázolták karddal vagy lándzsával a kezében, azt azonban nem tudjuk , mit keres épp ez a csillag a férfialak lábszárán.
- μ Bootis, Alkalurops

### Mélyég-objektumok
- NGC 5248: küllős spirálgalaxis